# Hirundichthys ilma
Hirundichthys ilma är en fiskart som först beskrevs av Clarke, 1899.  Hirundichthys ilma ingår i släktet Hirundichthys och familjen Exocoetidae. Inga underarter finns listade i Catalogue of Life.